# Tom Slagter
Tom-Jelte Slagter (Groninga, 1 de julio de 1989) es un ciclista neerlandés que fue profesional entre 2010 y 2020.

## Biografía
En 2010 debutó como profesional en el equipo continental Rabobank y además consiguió su primera victoria en una etapa del Circuito de las Ardenas. Después sería campeón nacional de su país en ruta en la categoría sub-23.
Para la temporada 2011 haría su debut y abandonaría el Giro de Italia por una fractura en la órbita de un ojo y terminaría la Vuelta a España en la posición 75.ª.
En 2012 participaría de nuevo en el Giro de Italia, el cual lo terminaría colocándose 30.º en la clasificación general final.
Consiguió ganar el Tour Down Under 2013, la primera carrera del calendario UCI WorldTour, además de llevarse una etapa.
Al término de la temporada 2020 anunció su retirada para dedicarse a la venta de tractores.

## Palmarés
2010
- 1 etapa del Circuito de las Ardenas

2013
- Tour Down Under, más 1 etapa

2014
- 2 etapas de la París-Niza

2015
- 2 etapas del Tour de Alberta

2016
- 1 etapa del Tour de Haut Var

2017
- 1 etapa de la Vuelta a Austria

## Resultados en Grandes Vueltas y Campeonatos del Mundo
Durante su carrera deportiva consiguió los siguientes puestos en las Grandes Vueltas y en los Campeonatos del Mundo en carretera:
| Carrera         | Carrera         | 2010 | 2011 | 2012 | 2013 | 2014 | 2015 | 2016 | 2017 | 2018 | 2019 | 2020 |
| --------------- | --------------- | ---- | ---- | ---- | ---- | ---- | ---- | ---- | ---- | ---- | ---- | ---- |
|                 | Giro de Italia  | —    | Ab.  | 30.º | —    | —    | 76.º | —    | 77.º | —    | —    | —    |
|                 | Tour de Francia | —    | —    | —    | —    | 56.º | —    | 82.º | —    | 59.º | —    | —    |
|                 | Vuelta a España | —    | 75.º | —    | —    | —    | —    | —    | —    | —    | —    | —    |
| Mundial en Ruta | Mundial en Ruta | —    | —    | 56.º | Ab.  | Ab.  | —    | —    | —    | —    | —    | —    |

—: no participa

Ab.: abandono

## Equipos
- Rabobank Continental (2010)
- Rabobank/Blanco/Belkin (2011-2013)
  - Rabobank Cycling Team (2011-2012)
  - Blanco Pro Cycling Team (2013)[5]
  - Belkin-Pro Cycling Team (2013)
- Garmin/Cannondale (2014-2017)
  - Garmin Sharp (2014)
  - Team Cannondale-Garmin (2015)
  - Cannondale Pro Cycling Team (2016-2017)
- Dimension Data (2018-2019)
- B&B Hotels-Vital Concept p/b KTM[6] (2020)